# Georg von Hertling
Georg von Hertling, posteriormente Georg Graf von Hertling (antes de 1914: barão von Hertling) (Darmstadt, 31 de agosto de 1843 — Ruhpolding, 4 de janeiro de 1919), foi um nobre e político alemão. Ocupou o cargo de Reichskanzler (Chanceler do Império Alemão) de 1 de novembro de 1917 até 30 de setembro de 1918.
Sua família era nobre: os von Hertling, e detinham o título nobiliárquico de freiherr, que equivale-se ao barão na nobreza latina. Em 1914, recebeu do Império Alemão o título de nobreza de graf, que na nobiliarquia latina equivale-se ao conde.

## Biografia
Hertling tornou-se professor de filosofia na Universidade de Munique e publicou livros sobre Aristóteles (1871) e sobre Albertus Magnus (1880). De 1875 a 1890 e novamente de 1893 a 1912, ele foi membro do Reichstag e de 1909 a 1912 liderou a facção do Partido Central no Reichstag. Em 1891, o regente da Baviera o tornou membro vitalício da câmara alta do Landtag da Baviera.
Como líder do maior partido do Landtag da Baviera, em 1912 Hertling foi nomeado Ministro-Presidente e Ministro das Relações Exteriores da Bavária por Luitpold, Príncipe Regente da Baviera. Ele foi o primeiro ministro-presidente a governar com base na maioria no Landtag. Mais tarde, o rei Ludwig III elevou ao posto de conde. Após a eclosão da Primeira Guerra Mundial, Hertling apoiou a política do chanceler Theobald von Bethmann-Hollweg, mas recusou-se a se tornar seu sucessor em 1917. Após a queda de Georg Michaelis em novembro daquele ano, porém, ele aceitou a nomeação como chanceler alemão e ministro-presidente da Prússia. Ele foi o primeiro político a ocupar um dos cargos; todos os seus antecessores foram funcionários públicos de carreira ou militares.
Hertling era um conservador ferrenho que acreditava na vitória total da Alemanha. Sua idade e seu conservadorismo o tornaram incapaz de superar a influência do alto comando militar, liderado por Paul von Hindenburg e Erich Ludendorff. Como Michaelis antes dele, ele era cada vez mais visto como um fantoche de Hindenburg e Ludendorff, que constituíram uma virtual ditadura militar no último ano da guerra. Hertling presidiu a última etapa do colapso da frente interna alemã. Quando ficou claro que ele não era capaz de administrar a crise, ele foi forçado a renunciar em favor do príncipe Maximiliano de Baden.

Ele fundou a importante fraternidade católica alemã Askania-Burgundia e foi membro da K.St.V. Arminia em Bonn. Sua bisneta é a atriz Gila von Weitershausen.